# St. John's Maple Leafs
St. John's Maple Leafs byl profesionální kanadský klub ledního hokeje, který sídlil v St. John's v provincii Newfoundland a Labrador. V letech 1991–2005 působil v profesionální soutěži American Hockey League. Maple Leafs ve své poslední sezóně v AHL skončily v osmifinále play-off. Své domácí zápasy odehrával v hale Mile One Centre s kapacitou 6 287 diváků. Klubové barvy byly modrá a bílá.
Založen byl v roce 1991 po přestěhování Newmarketu Saints do St. John's. Zanikl v roce 2005 přestěhováním do Toronta, kde byl založen tým Toronto Marlies. Klub byl během své existence farmou Toronta Maple Leafs.

## Úspěchy
- Vítěz základní části – 1× (1993/94)
- Vítěz konference – 1× (1991/92)
- Vítěz divize – 3× (1992/93, 1993/94, 1996/97)

## Umístění v jednotlivých sezonách
Stručný přehled
Zdroj: 
- 1991–1996: American Hockey League (Atlantická divize)
- 1996–1997: American Hockey League (Kanadská divize)
- 1997–2000: American Hockey League (Atlantická divize)
- 2000–2003: American Hockey League (Kanadská divize)
- 2003–2005: American Hockey League (Severní divize)

Jednotlivé ročníky
Zdroj: 
Legenda: Z – zápasy, V – výhry, VP – výhry v prodloužení, R – remízy, P – porážky, PP – porážky v prodloužení, VG – vstřelené góly, OG – obdržené góly, +/- – rozdíl skóre, B – body, fialové podbarvení – reorganizace, změna skupiny či soutěže
| USA / Kanada (1991 – 2005) |                         |        |    |    |    |    |    |    |     |     |     |     |        |             |
| Sezóny                     | Liga                    | Úroveň | Z  | V  | VP | R  | PP | P  | VG  | OG  | +/- | B   | Pozice | Play-off    |
| 1991/92                    | AHL (Atlantická divize) | 2      | 80 | 39 | –  | 12 | –  | 29 | 325 | 285 | +40 | 90  | 2.     | Finále AHL  |
| 1992/93                    | AHL (Atlantická divize) | 2      | 80 | 41 | –  | 13 | –  | 26 | 351 | 308 | +43 | 95  | 1.     | Čtvrtfinále |
| 1993/94                    | AHL (Atlantická divize) | 2      | 80 | 45 | –  | 12 | –  | 23 | 360 | 287 | +73 | 102 | 1.     | Čtvrtfinále |
| 1994/95                    | AHL (Atlantická divize) | 2      | 80 | 33 | –  | 10 | –  | 37 | 263 | 263 | 0   | 76  | 2.     | Osmifinále  |
| 1995/96                    | AHL (Atlantická divize) | 2      | 80 | 31 | –  | 14 | 4  | 31 | 248 | 274 | -26 | 80  | 3.     | Osmifinále  |
| 1996/97                    | AHL (Kanadská divize)   | 2      | 80 | 36 | –  | 10 | 6  | 28 | 265 | 264 | +1  | 88  | 1.     | Čtvrtfinále |
| 1997/98                    | AHL (Atlantická divize) | 2      | 80 | 25 | –  | 18 | 5  | 32 | 233 | 254 | -21 | 73  | 4.     | Osmifinále  |
| 1998/99                    | AHL (Atlantická divize) | 2      | 80 | 34 | –  | 7  | 4  | 35 | 246 | 270 | -24 | 79  | 2.     | Osmifinále  |
| 1999/00                    | AHL (Atlantická divize) | 2      | 80 | 23 | –  | 8  | 4  | 45 | 202 | 277 | -75 | 58  | 4.     | –           |
| 2000/01                    | AHL (Kanadská divize)   | 2      | 80 | 35 | –  | 8  | 2  | 35 | 247 | 244 | +3  | 80  | 3.     | Osmifinále  |
| 2001/02                    | AHL (Kanadská divize)   | 2      | 80 | 34 | –  | 17 | 2  | 27 | 256 | 240 | +16 | 87  | 3.     | Čtvrtfinále |
| 2002/03                    | AHL (Kanadská divize)   | 2      | 80 | 32 | –  | 6  | 2  | 40 | 236 | 285 | -49 | 72  | 3.     | –           |
| 2003/04                    | AHL (Severní divize)    | 2      | 80 | 32 | –  | 8  | 4  | 36 | 225 | 265 | -40 | 76  | 7.     | –           |
| 2004/05                    | AHL (Severní divize)    | 2      | 80 | 46 | –  | –  | 6  | 28 | 244 | 232 | +12 | 98  | 2.     | Osmifinále  |